# Técnicas vocales extendidas
Los vocalistas son capaces de producir una variedad de sonidos mediante técnicas de canto no convencionales o técnicas extendidas. Estas técnicas de canto alternativas han sido utilizadas extensamente en el siglo XX, especialmente en el lied, la canción y la ópera. Existen ejemplos famosos de técnicas vocales extendidas que pueden encontrarse en la música de Luciano Berio, John Cage, George Crumb, Peter Maxwell Davies, Hans Werner Henze, György Ligeti, Demetrio Stratos, Meredith Monk, Giacinto Suelsis, Arnold Schönberg, Salvatore Sciarrino, Karlheinz Stockhausen, Avi Kaplan y Trevor Wishart.

## Técnicas tímbricas

### Hablada
Con frecuencia se emplea el texto hablado. El término “parlando” tiene una connotación similar, pero de alguna manera está en desuso.[cita requerida]

### Sprechgesang
Sprechgesang es una combinación de voz hablada y cantada. Está fuertemente asociada con las obras del compositor Arnold Schönberg (particularmente, su Pierrot Lunaire, la cual utiliza sprechgesang durante toda su duración) y la Moderna Escuela de Viena. Schoenberg realizaba la notación de sprechgesang colocando una cruz pequeña a través de la plica de un nota la cual indica aproximadamente la altura. En música más moderna, con frecuencia se escribe simplemente sobre el pasaje musical que utiliza la técnica.[cita requerida]

### Falsete
Una técnica vocal que permite al cantante interpretar notas más altas que su rango vocal modal.

### Trémolo
Un trémolo vocal se interpreta al pulsar rápidamente el aire expulsado de los pulmones del cantante mientras canta un tono. Estos pulsos suelen darse a una frecuencia de 4 a 8 veces por segundo.

### Trino vocal
Un trino vocal es interpretado al añadir vibrato al canto mientras se interpreta un trémolo vocal.

### Inhalando
Pueden emitirse sonidos vocales o incluso palabras mientras un cantante está inhalando. Esto puede crear un efecto estirado o incluso humorístico.

### Armónicos
Al manipular la cavidad vocal, pueden producirse armónicos. A pesar de que tradicionalmente se utilizaban en la música tradicional de Mongolia, Tuvá y Tíbet, también se han usado en las composiciones contemporáneas de Karlheinz Stockhausen (Stimmung), así como en la obra de David Hykes.[cita requerida]

### Subtonos
Al cuidadosamente controlar las configuraciones de las cuerdas vocales, un cantante puede obtener "subtonos" (undertones, en inglés) los cuales pueden producir duplicaciones, triplicaciones o un grado más alto de multiplicación; esto puede dar aumento a tonos que apenas coinciden con aquellos de una serie inversa de armónicos. A pesar de que la octava baja es la más frecuentemente usada en los subtonos, una doceava abajo, y otros subtonos más bajos también son posibles. Esta técnica ha sido utilizada más notablemente por Joan La Barbara. Aun así, los subtonos pueden ser generados por procesos que incluyen más de los pliegues vocales. Por ejemplo, las cuerdas ventriculares (también llamados los "cuerdas vocales falsas") pueden ser reclutadas, probablemente por fuerzas exclusivamente aerodinámicas, haciéndolas vibrar con las cuerdas vocales, generado subtonos, como los que se encuentran, por ejemplo, en el canto de tono bajo tibetano.

### Multifónicos
Por el exceso de esfuerzo o contrayendo los músculos de la laringe asimétricamente, se puede producir un multifónico o un acorde. Esta técnica fue utilizada en la composición de 1968 Versuch über Schweine del compositor alemán Hans Werner Henze. En la patología de la voz, hay varias descripciones de los efectos de algunos efectos similares, como los que se encuentran en los pacientes con diplofonía, un molestar que produce una "voz doble", es decir, dos o incluso más tonos simultáneos.

### Canto a la tirolesa
El canto a la tirolesa se interpreta al alternar rápidamente entre la voz de pecho y la voz de cabeza.

### Ululación
Es una técnica que se percibe como la interrupción rápida y relativamente uniforme de un sonido básico. Se logra por la articulación sonora a través de aspiración, es decir, bocanadas de aire o paradas glotales al aplicarse a cualquier sonido con o sin voz. Los niños suelen aplicar esta técnica al emitir sonidos nasales imitando una ametralladora o el balido de una oveja.

### Crooning
Canto con un timbre suave y emocional.

### Sonidos glotales
La técnica 'vocal fry' de tipo puede producirse con la glotis. Esta técnica la utiliza con frecuencia Meredith Monk.

### Gruñidos
El gruñido es una forma de expresar una emoción, de esta manera también se utiliza como técnica de canto para enriquecer la vocalización en la música.

### Discurso bucal
Una forma que tiene un campo alto que puede aplicarse para hablar y para cantar. El ejemplo más conocido es el de la voz del pato Donald.

### Trompeta de boca
Cantar a través de los labios con la cantidad apropiada de la tensión permitiendo que la voz suene como una trompeta.

## Sonidos no vocales
Además de producir sonidos con la boca los cantantes pueden hacer sonidos con las palmas o chasquear los dedos. Esto suele marcarse en la notación al escribir la palabra apropiada sobre alguna nota. Estos gestos suelen escribirse también en una línea pautada adicional.

## Cambios artificiales en el timbre

### Inhalación de gases
El helio inhalado es ocasionalmente utilizado a drásticamente cambiar el timbre de la voz. Cuando es inhalado, el helio cambia las propiedades resonantes del timbre vocal humano que resulta en un nivel muy alto y voz chirriante. En L's GA de Salvatore Martirano se requiere que el cantante inhale de una máscara de helio.
En cambio, una voz con un timbre bajo no natural puede ser conseguido por el cantante al inhalar azufre hexafluoride.

### Amplificación vocal artificial
Amplificación, posiblemente con la distorsión electrónica de la voz es frecuentemente utilizada en la composición contemporánea. A través del uso de varias técnicas de distorsión electrónicas las posibilidades son casi ilimitadas. Un buen ejemplo de esto puede ser encontrado en mucha de la música escrita e interpretada por Laurie Anderson.
Otro ejemplo interesante de la amplificación vocal artificial puede ser encontrado en Spirals de Robert Newell en la cual los compositores el piden a los cantantes que utilicen megáfonos.

### Canto dentro del piano
Hay una serie de piezas que requieren un cantante que se inclina sobre un piano (a veces amplificado) y cantar directamente en las cuerdas. Si las cuerdas no se amortiguan el efecto es comenzar vibraciones simpáticas audibles en el piano. Por mucho la pieza más famosa que utiliza esta técnica es Ancient Voices of Children de George Crumb.

## Intérpretes notables que utilizan técnicas vocales extendidas
- Laurie Anderson
- Cathy Berberian[4]
- Dimash_Kudaibergenen
- Iva Bittová
- Thomas Buckner
- Jill Burton
- Jan DeGaetani
- Paul Dutton
- Diamanda Galas
- Roy Hart
- Nicholas Isherwood
- Fátima Miranda
- Imogen Heap
- Shelley Hirsch
- David Hykes
- Sofia Jernberg
- Joan La Barbara[4][1]
- Phil Minton
- Meredith Monk[1]
- David Moss
- Sainkho Namtchylak
- Yoko Ono
- Carol Plantamura
- Alice Shields
- Demetrio Stratos[5]
- Michael Vetter
- Jennifer Walshe
- Trevor Wishart
- Alfred Wolfsohn
- Savina Yannatou
- Pamela Z
- Vahram Sargsyan
- Ralf Peters
- Juan Pablo Villa
- Muna Zul